# Provincia di Kigali
La provincia di Kigali è una delle cinque province del Ruanda. Prende il nome dal suo capoluogo Kigali, che è anche la capitale del paese. La provincia è stata istituita il 1º gennaio 2006, accorpando parti delle precedenti province di Kigali Rurale e Kigali Città. La provincia costituisce di fatto l'area metropolitana della stessa Kigali.

## Geografia antropica

### Suddivisioni amministrative
La provincia è suddivisa in 3 distretti:
- Gasabo
- Kicukiro
- Nyarugenge